# لشک چارنتسکی
لشک چارنتسکی (انگلیسی: Leszek Janusz Czarnecki) اهالی کسب‌وکار اهل لهستان است.
وی میلیاردر لهستانی است.